# Adolf Neubauer (Ingenieur)
Adolf Neubauer (* 14. November 1938 in Strokele, Reichsgau Sudetenland, heute: Strakov, Okres Svitavy, Tschechien; † 11. April 2020 in Magdeburg) war ein deutscher Ingenieur und Hochschullehrer.

## Leben
Neubauer studierte an der Technischen Hochschule Magdeburg (TH Magdeburg) Maschinenbau. Danach absolvierte er einige praktische Jahre bei den Magdeburger Armaturenwerken und am Schwermaschinenbau-Kombinat „Ernst Thälmann“.
1967 promovierte Neubauer mit einer Arbeit zum Thema Untersuchungen der Drehmomente und des Werkstoffflusses beim Profilieren von Winkelprofilen an der TH Magdeburg.
Nach einem Studienaufenthalt in Leningrad wurde er 1970 Dozent an der TH Magdeburg. 1977 habilitierte er sich mit einer Arbeit zum Thema Erkenntnisse und Probleme beim Profilieren von Metallbändern: ein Beitrag zur Fertigung von offenen Profilen für den ökonomischen Metallleichtbau ebenda.
Von 1977 bis 1992 hatte er einen Lehrstuhl an der TU Magdeburg inne.
Nach der Wende 1989 setzte er seine Forschungstätigkeit bis 1996 in den Niederlanden bei der Niederländischen Organisation für Angewandte Naturwissenschaftliche Forschung (TNO) fort. Dann arbeitete er als Prokurist in einem Düsseldorfer Unternehmen. Dort war er zuständig für Produkt- und Prozessinnovation für Batteriekomponenten.
Nachdem Neubauer in Ruhestand getreten war, widmete er sich von 2003 bis 2005 dem Aufbau der ESA Patentverwertungsagentur Sachsen-Anhalt GmbH in Magdeburg als Geschäftsführer.

## Forschungsgebiete
Neubauer forschte auf dem Gebiet der Umformtechnik. Er entwickelte Verfahren zum Explosivumformen von Lkw-Achsen, zum verwerfungsfreien Profilieren von Wandungen für Kühlwagen und zur Herstellung der Stoßstange des Trabant.

## Auszeichnungen und Ehrungen
Für seinen Anteil an der Erschließung des Explosivumformens für die Serienfertigung im Automobilbau wurde Neubauer 1977 der Nationalpreis der DDR I. Klasse für Wissenschaft und Technik verliehen.
2004 wurde Neubauer mit der Ehrenmedaille des Vereins Deutscher Ingenieure (VDI) geehrt.

## Ämter und Mitgliedschaften
Neubauer war Mitglied des VDI und des Maschinenbauvereins Magdeburg.
Außerdem engagierte er sich im Professorenkollegium Emeritio, das sich der allgemeinverständlichen Wissensweitergabe an breite Bevölkerungsschichten widmet.

## Familie
Neubauer war verheiratet und hatte Kinder und Enkel.

## Schriften (Auswahl)
- Günter Ihlow, Heinz Just, Christoph Kretschmann, Manfred Maas, Lutz Modes, Adolf Neubauer, Konrad Pusch, Hans-Jürgen Rasehorn, Rainer Schmidt, Joachim Schulz, Joachim Weschke: Der Maschinenbau in der Region Magdeburg zu Beginn des 21. Jahrhunderts – Zukunft durch Tradition, Delta-D, 2014, ISBN 978-3935831512
- Adolf Neubauer, Ernst Albrecht, Richard Borns, Heinz Just, Rolf Schenke, Werner Schilling, Rainer Schmidt, Joachim Schulz, Friedrich Schwennicke, Heinz Tietge: 150 Jahre Walzwerksbau in Magdeburg im Wandel der Zeit, Delta-D, 2011, ISBN 978-3935831420
- Adolf Neubauer, Heribert Stroppe, Harry Wolf: Hochgeschwindigkeitstechnologie der Metallbearbeitung, Verlag Technik, Berlin, ISBN 978-3-341-00441-8
- Bogojavlenskij Konstantin, Adolf Neubauer, Viktor V. Ris: Technologie der Fertigung von Leichtbauprofilen, Leipzig: Deutscher Verlag für Grundstoffindustrie, VEB, 1979
- Bedeutende Innovationen aus Mitteldeutschland (unvollendet)